# Cryptofax
Un cryptofax est un télécopieur qui convertit l'image de documents en impulsions électriques de manière chiffrée.